# Extensible Messaging and Presence Protocol

Hivatalos logó

Jabber logó

Extensible Messaging and Presence Protocol (XMPP), (régebbi nevén Jabber) az 1999-ben indult nyílt azonnali üzenetküldő protokoll és hálózat neve. Jabber protokollon az Extensible Messaging and Presence Protocol (XMPP)-t szoktuk érteni, jabber hálózaton pedig azon XMPP-kompatibilis szolgáltatók összességét, amelyek nyílt szövetségben vannak bármely jabber-szolgáltatással. Manapság már egyik sem hivatalos elnevezés.

## Felépítés
A jabber az e-mail-hez hasonlóan hálózatszövetséget alkot. Ez azt jelenti, hogy az egyes tartományok (domainek) független szolgáltatókként üzemelnek, azaz a felhasználó@gmail.com és a másikfelhasználó@jabber.hu nem azonos szolgáltatót használnak, viszont amennyiben mindkét szolgáltató megbízik egymásban, a kapcsolat létrejön.
Ez magával vonja azt a látványos problémát, hogy a a legtöbb jabberszolgáltatóhoz nem lehet e-mail címmel regisztrálni, a jabber-cím pedig nem feltétlenül e-mail cím is egyben. Ez ellen a szolgáltatók legtöbbször úgy védekeznek, hogy a jabber-cím egyben az e-mail cím is (pl. Google Talk), vagy e-mail továbbítást biztosítanak.
A protokoll kliens-szerver felépítésű. Mind a kliensek, mind a szerverek (nem feltétlenül teljes) listája megtalálható a http://xmpp.org/ weboldalon. A szerverek telepítésével egy domainnév tulajdonosa percek alatt indíthat saját szolgáltatást (a könnyű telepítés több ingyenes szerverfejlesztőnek is fő szempontja), de belső ("céges") jabber-szolgáltatás létrehozásához elég a belső hálózatra konfigurálni. A szervereket rendszerint össze lehet kapcsolni más felhasználókezelő (Kerberos/LDAP, levelezés, SQL-adatbázis, stb.) rendszerrel, ezáltal egyszerűbbé téve a migrálást.

## Történet

### A kezdetek
A Jabber projektet 1999 januárjában jelentette be Jeremie Miller a Slashdoton.
A kezdeti cél egy kliens-szerver architektúra megépítése volt, XML alapokon. A hangsúly igen hamar a szerver és a protokoll felé ment, így a jabberd-hez egy nyílt protokollon keresztül több kliens is csatlakozhatott (pl. a muzeálisak közül Peter Millard WinJab szoftvere)

### A szabványosítás
2001-ben merült fel az igény, hogy a Jabber hivatalosan is szabvánnyá váljon. 2002-ben az IETF létrehozta a jabber munkacsoportot.
Már a szabványosítás kezdetén problémát okozott, hogy a Jabber név felhasználási joga Jeremie Miller cégénél, a Jabber.com-nál van. Ezért aztán a szabványosítási folyamat végére XMPP néven publikálták 2004-ben.
A protokollt két részszabványra bontották, az egyik a magprotokoll (RFC 3920: XMPP Core), amely az authentikálással és a valós idejű üzenettovábbítással foglalkozik egy szűkített XML-nyelven, illetve az "azonnali üzenetküldés és jelenlét"-protokoll (RFC 3921), amely az előző felett értelmezi az ICQ óta hagyományosnak mondható IM-viselkedést. Készült két további protokoll is (RFC 3922, RFC 3923) ezek azonban a későbbi visszaemlékezések alapján csak az IETF-en belüli akkori politikai viszonyok kielégítésére születtek, valójában nem alkalmazzák és nem hivatkoznak rájuk.

## A Jabber Szoftver Alapítvány
A JSF-et 2001-ben alapították, azzal a céllal, hogy a jabberre épülő burjánzó open source és céges szoftverek közt koordinációs feladatokat végezzen. A közös megoldásokat egy a Java közösséghez hasonló folyamaton keresztül, a Jabber Extension Proposal (JEP)-on szabványosították.
2007 elején az alapítványt a fokozódó nyomás hatására hivatalosan is átnevezték XMPP Standards Foundation-nek, a JEP folyamatot pedig XEP (XMPP Extension Protocol)-folyamatnak keresztelték át.

## A névnyomás
A Jabber név a Jabber Inc. tulajdona, sajnálatos politikai okokból következően. a bejegyzett védjegyért fizetni kell. Ez nagyon sok céges partnernek nem tetszik (a jabber, miután önálló, csak belső használatú szolgáltatásként üzemeltethető, az Enterprise Instant Messaging termékekkel (Lotus Sametime, Microsoft Live Communication Server) versenyzik), és már 2003-ban eldöntötték, hogy nevet kell változtatni, ezért a szabványt már XMPP-ként publikálták.
A google nagyon erős nyomást helyezett a Jabber-közösségre többször is, hogy a kifejezést ne alkalmazzák, és a Google hivatalos anyagai nem tartalmazzák a jabber kifejezést. A legutóbbi felvetés szerint a Jabber neve legyen Talk, vagy Open Talk (a google jabber-megoldása a priori Google Talk néven indult, csakúgy, mint a Live Journal szolgáltatása), de a jabber közösségben nem aratott nagy tetszést az elképzelés.

## Jabber Magyarországon
Számtalan jabber-kompatibilis klienst (pl. a Psi) lefordítottak magyarra.
Egy teljesen magyar fejlesztésű webes és Windowsra telepíthető változattal rendelkező szolgáltatás a Jabbear.hu, illetve a Jabbear.com.
Mindkettő a szabványos XMPP protokollt használja és nagy előnyük, hogy úgynevezett átjárók segítségével képesek kommunikálni az MSN (Live)/Yahoo/ICQ partnerekkel. Így egy alkalmazáson belül lehet beszélgetni más-más szolgáltatást használó ismerőkkel.
A BME Villamosmérnöki Kar Schönherz Zoltán kollégiumban évek óta folyik a jabber-szolgáltatás bétatesztje.
Az új freemail bétatesztjében egy, a GMail megoldásához meglehetősen hasonló jabber kliens volt berakva, ez azonban csak az oldalon belül működött, freemail felhasználók között, nem lehetett XMPP-kompatibilis kliensekkel rácsatlakozni és nem lehetett más szolgáltatók felhasználóit felvenni.
Illetve más nagyobb magyar levelezőszolgáltatóknál is régóta folyik a kliensek fejlesztése, szolgáltatás meghívásos tesztelése.